# Луї-Жозеф Папіно
Луї́-Жозе́ф Папіно́ (фр. Louis-Joseph Papineau; *7 жовтня 1786, Монреаль — †25 вересня 1871, Монтебелло) — квебекський політик, один з лідерів Повстання Патріотів.

## Політична діяльність
Син депутата Законодавчої асамблеї Нижньої Канади Жозефа Папіно. За фахом — юрист; з 1808 року — депутат парламенту Нижньої Канади. Активіст Канадської партії (фр. Parti canadien), у 1815 році стає її лідером.
У 1826 стає лідером Патріотичної партії (фр. Parti patriote), а вже в 1837 році, разом з Робертом Нельсоном (англ. Robert Nelson) очолює Повстання Патріотів. Повстанці проголошують незалежність Нижньої Канади, унаслідок чого британська влада оголошує Папіно поза законом — і він вимушений утекти до Сполучених Штатів. Звідти у 1939 переїжджає до Парижу, де в травні того ж року видає у журналі «Прогре» (фр. Progrès) «Історію канадського повстання всупереч Доповіді Лорда Дюрема» («фр. Histoire de l'insurrection du Canada en réfutation du Rapport de Lord Durham»).
У 1845, після оголошення амністії, повертається до Квебеку.